# کامیشلوف لوگ
کامیشلوف لوگ (روسی: Камышловский лог) یک دره در مرز استان اومسک کشور روسیه و کشور قزاقستان است.